# Pibanga
Pibanga es un género de escarabajos longicornios de la subfamilia Lamiinae. Fue descrito por Galileo y Martins en 1995.

## Especies
- Pibanga costulata (Belon, 1896)
- Pibanga diamantina Galileo y Martins, 1995
- Pibanga glabricula (Bates, 1885)
- Pibanga itacoatiara Galileo y Martins, 1995
- Pibanga jacareacanga Galileo y Martins, 1995
- Pibanga ochropyga (Belon, 1896)
- Pibanga transversefasciata (Breuning, 1943)